# Zargenverbinder
Als Zargenverbinder bezeichnet man Montagebeschläge, die zur Verleimung von Holztürzargen verwendet werden. In der Funktion einer Schraubzwinge werden die Zargenteile (Futter und Bekleidung) im Gehrungsbereich verspannt. Dies erfolgt über Topfbohrungen in den Holzteilen.
Als Exzenterverbinder besteht der Zargenverbinder aus einer gehärteten Stahlklammer und ein oder zwei runden Kunststoffrollen (Exzentertöpfe). Über eine exzentrische/kurvenförmige Bahn wird bei Verdrehung des Kunststofftopfes der Abstand der Töpfe verringert und die Bauteile werden verspannt. Es entsteht in der Trennebene die Presskraft, die notwendig ist, um die Verleimung zu ermöglichen.